# Quận Audrain, Missouri
Quận Audrain là một quận thuộc tiểu bang Missouri, Hoa Kỳ. Theo điều tra dân số năm 2000 của Cục điều tra dân số Hoa Kỳ, quận có dân số người 2. Quận lỵ đóng ở 6

## Địa lý
Theo Cục điều tra dân số Hoa Kỳ, quận có tổng diện tích km2, trong đó có km2 là diện tích mặt nước.

## Thông tin nhân khẩu
Theo điều tra dân số 2 năm 2000, quận đã có dân số 25.853 người, 9.844 hộ gia đình, và 6.762 gia đình sống trong quận hạt. Mật độ dân số là 37 người trên một dặm vuông (14/km ²). Có 10.881 đơn vị nhà ở với mật độ trung bình là 16 trên một dặm vuông (6/km ²). Cơ cấu dân tộc của cư dân sinh sống ở quận này bao gồm 91,08% người da trắng, 7,19% da đen hay Mỹ gốc Phi, 0,26% người Mỹ bản xứ, 0,34% châu Á, Thái Bình Dương 0,03%, 0,21% từ các chủng tộc khác, và 0,88% từ hai hoặc nhiều chủng tộc. 0,73% dân số là người Hispanic hay Latino thuộc một chủng tộc nào. 27,1% là người gốc Đức, 24,5% người Mỹ, 10,7% người gốc Anh và 8,5% gốc Ailen theo điều tra dân số năm 2000.
Có 9.844 hộ, trong đó 31,40% có trẻ em dưới 18 tuổi sống chung với họ, 55,20% là đôi vợ chồng sống với nhau, 9,90% có một chủ hộ nữ và không có chồng, và 31,30% là không lập gia đình. 27,80% hộ gia đình đã được tạo ra từ các cá nhân và 13,40% có người sống một mình 65 tuổi hoặc cao tuổi hơn. Cỡ hộ trung bình là 2,43 và cỡ gia đình trung bình là 2,96.
Trong quận này cơ cấu độ tuổi dân cư bao gồm 24,60% dưới độ tuổi 18, 7,90% 18-24, 28,20% 25-44, 22,50% từ 45 đến 64, và 16,90% từ 65 tuổi trở lên. Độ tuổi trung bình là 38 năm. Đối với mỗi 100 nữ có 84,20 nam giới. Đối với mỗi 100 nữ 18 tuổi trở lên, đã có 78,70 nam giới.
Thu nhập trung bình cho một hộ gia đình trong đã đạt mức USD 32.057, và thu nhập trung bình cho một gia đình là USD 40.448. Phái nam có thu nhập trung bình USD 28.550 so với 20.712 USD của phái nữ. Thu nhập bình quân đầu người là 16.441 USD. Có 11,10% gia đình và 14,80% dân số sống dưới mức nghèo khổ, bao gồm 23,30% những người dưới 18 tuổi và 9,80% của những người 65 tuổi hoặc hơn.